# Sävsjön (Ljushults socken, Västergötland)
Sävsjön är en sjö i Borås kommun i Västergötland och ingår i Viskans huvudavrinningsområde. Sjön är 8 meter djup, har en yta på 0,194 kvadratkilometer och befinner sig 203,2 meter över havet. Sjön avvattnas av vattendraget Sävbäcken.

## Delavrinningsområde
Sävsjön ingår i det delavrinningsområde (639302-133249) som SMHI kallar för Mynnar i Häggån. Medelhöjden är 178 meter över havet och ytan är 9,76 kvadratkilometer. Det finns inga avrinningsområden uppströms utan avrinningsområdet är högsta punkten. Sävbäcken som avvattnar avrinningsområdet har biflödesordning 3, vilket innebär att vattnet flödar genom totalt 3 vattendrag innan det når havet efter 83 kilometer. Avrinningsområdet består mestadels av skog (82 %). Avrinningsområdet har 0,2 kvadratkilometer vattenytor vilket ger det en sjöprocent på 2 %.